# Hans Jørn Fogh Olsen
| Odkryte planetoidy: 4 | Odkryte planetoidy: 4 |
| --------------------- | --------------------- |
| (3033) Holbaek        | 5 marca 1984          |
| (3934) Tove           | 23 lutego 1987        |
| (5320) Lisbeth        | 14 listopada 1985     |
| (5321) Jagras         | 14 listopada 1985     |
| 1. 2.                 |                       |

Hans Jørn Fogh Olsen (ur. 14 listopada 1943) – duński astronom, pracował w Obserwatorium Brorfelde. Aktywnie zajmował się popularyzacją astronomii.
W latach 1984–1987 współodkrył 4 planetoidy. Z okazji jego 60. urodzin jedną z odkrytych w Brorfelde planetoid nazwano (5323) Fogh.